# Beyonder
Le Beyonder (The Beyonder) est une entité cosmique évoluant dans l’univers Marvel de la maison d'édition Marvel Comics. Créé par le scénariste Jim Shooter et le dessinateur Mike Zeck, le personnage de fiction apparaît pour la première fois dans le comic book Secret Wars (vol. 1) #1 en mai 1984.
Ce premier crossover de toutes les séries Marvel a été publié en France à partir de la revue Spidey no 66 en juillet 1985.

## Biographie du personnage

### Origines
Dans un univers de poche (en) circonscrit à l’intérieur de la dimension appelée Zone négative, les omnipotents et énigmatiques Beyonders (en) créèrent de discrets « paquets » d’énergies permettant d’altérer la réalité et auxquels d’autres personnes pourraient accéder, ces paquets étant contenus dans des champs de force appelés Cubes cosmiques (ou « Unités de confinement » pour d’autres formes). L’un d’eux, créé par les Skrulls, évolua pour devenir le Shaper of Worlds (en) (le Façonneur de Mondes) ; un autre, créé par l’AIM (Advanced Idea Mechanics) fut manipulé par de nombreux Terriens avant d’évoluer pour devenir Kubik (en).
Lorsque le physicien Owen Reece accéda à l’un de ces paquets d’énergie lors d’un accident électromagnétique, une partie de cette énergie le transforma en l’Homme-molécule. Le reste de l’énergie finit par acquérir une forme de conscience et d’intelligence, et devint le Beyonder.

### Pendant les Guerres secrètes
Dans les premières Guerres secrètes, le Beyonder, dieu omnipotent à l'intérieur de son univers (« L'Au-delà »), aperçoit la Terre à travers une brèche cosmique ouverte dans le tissu de l’espace-temps créée par l'accident qui transforma Owen Reece en Homme-molécule. Intrigué, il observe les super-héros et les super-vilains terriens s’affronter apparemment sans fin. Dans l’espoir de comprendre leurs motivations, il décide de créer un monde de toutes pièces (le « Battleworld ») avant d’y attirer chaque camp en promettant au vainqueur d’exaucer son vœu.
Il attire alors à lui les héros et vilains suivants, qu'il place dans deux camps distincts : 
- dans l'équipe des héros (menée par Captain America) : les membres des Vengeurs et des Quatre Fantastiques comprenant Captain Marvel (Monica Rambeau), la Chose, la Guèpe, Hulk, Iron-Man (Jim Rhodes, alias War Machine), Miss Hulk, Mr Fantastic, Œil-de-faucon (Clint Barton), Spider-Man, Thor et la Torche humaine (Johnny Storm), alliés aux membres des X-Men Colossus, Cyclope, Diablo (Kurt Wagner), Lockheed (le dragon de Kitty Pryde), Magnéto, Malicia, le Professeur X, Tornade et Wolverine ;
- dans l'équipe des vilains (menée par le Docteur Fatalis) : l'équipe des Démolisseurs comprenant le Boulet, le Bulldozer, le Compresseur et le Démolisseur, le Docteur Octopus, Kang le conquérant, le Lézard, l’Enchanteresse, l’Homme-absorbant, l’Homme-molécule et Ultron-11, avec à part Galactus qui occupe ensuite une position neutre.
- plus tard, les deux camp reçurent les renforts de Spider-Woman (Julia Carpenter) et la guérisseuse Zsaji chez les héros, et Klaw, Titania (Mary McPherran) et Volcana dans le camp des vilains[1].

Le Beyonder abandonna par la suite ses sujets d’expérience sur Battleworld, ceux-ci regagnant la Terre par leur propres moyens. Intrigué de ce qu’il avait observé et vécu durant les Guerres secrètes, le Beyonder se rendit sur Terre afin de côtoyer les humains et les étudier pour comprendre leurs désirs.
L'origine du Beyonder restait inconnue, mais le Professeur Xavier fut à un moment convaincu qu’au départ, il était un Inhumain mutant dont les pouvoirs s'étaient manifestés lors de son passage dans les brumes tératogènes. Toutefois Flèche noire, le roi des Inhumains, ne trouva pas trace d’un Inhumain ayant disparu après la révélation de ses pouvoirs.
Lorsqu’il fit l’expérience de la condition humaine dans les Guerres secrètes II, le Beyonder courtisa la mutante Dazzler dont il était tombé amoureux. Il alla même jusqu'à lui léguer la moitié de son pouvoir, faisant d'elle, durant le très court temps de cet échange, la deuxième entité la plus puissante de l'univers Marvel. Cependant, malgré ses pouvoirs, elle le repoussa farouchement, provoquant chez lui une grande dépression nerveuse qui le poussa à partir s'isoler, le plongeant — lui, l'égal d'un dieu — dans une sorte de « chagrin d'amour ».

### Parcours
Par la suite, et durant ses nombreuses aventures, le corps du Beyonder fut détruit à plusieurs reprises mais il le reconstitua à chaque fois avec ses pouvoirs.

## Pouvoirs et capacités

### Création
Lors de la création du personnage durant les premières Guerres Secrètes, le pouvoir du Beyonder était apparemment sans limites. Omniscient, omnipotent et omniprésent au sein de son univers où il constitue un tout, il s’avérerait plus puissant encore que l'être cosmique nommé Galactus (qu’il parvint sans mal à faire venir sur Battleworld et qu’il terrassa d’une seule projection d’énergie) ; il repoussa Galactus « comme un insecte » et dépassa l'énergie accumulée par Taa II, le vaisseau-monde de Galactus.
Lors de cet évènement, le Docteur Fatalis expérimenta les pouvoirs du Beyonder après les lui avoir volés, et en découvrit toute l’étendue : il pouvait lire les désirs de tous ceux qui l’entouraient et ses moindres volontés devenaient réalité. Cela avait toutefois une contrepartie : toutes les pensées — conscientes comme inconscientes — de Fatalis se réalisaient s’il ne les contrôlait pas. Le maniement du pouvoir du Beyonder exigeait donc une concentration constante et une absence totale de désir personnel.
Pendant les Guerres secrètes, le Beyonder détruisit une galaxie sur un caprice, pour répondre à un de ses besoins et, dans un autre épisode, on découvrit qu'il pouvait supprimer la Mort elle-même ou faire disparaître le Diable (Méphisto) et son royaume infernal. Pour y échapper, Méphisto tenta de le battre par la ruse (ce qui démontre son infériorité en termes de puissance pure, y compris sur son propre terrain). Le pouvoir du Beyonder s’exerçait donc aussi dans les autres dimensions.
Même affaibli, le Beyonder a été capable de prendre possession d'un être constitué d’ondes sonores tel que Klaw. Sous sa forme humaine (lors des Guerres secrètes II), son pouvoir était cependant amoindri ; vulnérable, il ressentit une vive douleur lorsque les griffes de Wolverine le lacérèrent ou lorsqu’il chuta du haut d’un immeuble. Il resta toutefois capable de survivre à ces épreuves, bien que cette incarnation humaine le rendit également mortel. Sous cette forme, il lui fut également possible de manipuler la matière et les esprits et de se transporter à des points variés dans l’univers. Il put même affronter et défaire les Célestes.

### Remodelage du personnage
Après que son créateur, Jim Shooter partit de Marvel, l'éditeur Tom DeFalco retravailla le personnage du Beyonder, diminuant considérablement son pouvoir : il n'était plus presque omnipotent, et plusieurs des êtres cosmiques qui auparavant étaient d'un niveau de puissance bien au-dessous de lui furent considérablement augmentés en contrepartie,,,.
Néanmoins, le Beyonder conserva ses pouvoirs de déformation de la réalité, lui permettant de contrôler et de manipuler la matière, l'énergie et la réalité à un niveau planétaire, supérieur par rapport aux autres individus hormis les entités cosmiques les plus puissantes de l'univers Marvel.
À un moment, il créa un univers hors de son propre être. Quand l'Homme-molécule fit extraire le Beyonder de Kosmos, leur bataille eut lieu dans plus de trois dimensions spatiales et menaça de causer une destruction sur l'ensemble du multivers. Dans son incarnation de « Maker » (la Créatrice), celle-ci a été déclarée capable d'inverser ni plus ni moins que le Big Crunch, essentiellement en faisant s'effondrer l'univers entier sur lui-même.
Cependant, à cette époque, l'échelle de pouvoir du Beyonder était nettement inférieure à celle du Tribunal vivant et d’Éternité, des Célestes ou de l'Homme-molécule (quand celui-ci était libéré de ses faiblesses émotionnelles).

## Autour du personnage

### Critique
Jim Shooter, scénariste de Secret Wars, était également rédacteur en chef de Marvel Comics quand il crée ce personnage omniscient et omnipotent. Les autres auteurs comme John Byrne trouveront que cette toute-puissance enlevait de l’intérêt à l’histoire. Le personnage sera par la suite ramené à un niveau de pouvoir inférieur.

### Parodies
- Dans un épisode de Superman de l’éditeur concurrent DC Comics, Mr Mxyztplk se dit « Ben Deroy », une anagramme de « Beyonder ».
- Dans la série Spider-Ham, une parodie de l'univers Marvel faite par Marvel Comics elle-même, apparaît le personnage du Bee-Yonder (dans le comic-book Peter Porker, the Spectacular Spider-Ham #12).

## Publications
En France :
- (en) Secret Wars #1-12 (1984-1985), Marvel Comics. Publié en France dans Spidey nos 66-77 (Beyonder, voix seulement) et Spidey no 78 (juillet 1986) (Beyonder, forme physique).
- (en) The Avengers #265 « The Rage of The Beyonder » (mars 1986), par John Buscema et Roger Stern[1].
- Nova no 148 (mai 1990) (en tant que Cube cosmique)[1]
- Nova no 174 (juillet 1992, épisodes de (en) Fantastic Four (vol.1) #351 ; l'épisode Fantastic Four Annual #23 reste inédit en France) (en tant que Kosmos)[1]
- (Créatrice) aucune apparition en France[1].

## Apparitions dans d'autres médias

### Télévision
- Le Beyonder fait une apparition dans la série télévisée d'animation Spider-Man, l'homme araignée.
- Il est aussi présent dans la quatrième saison de la série Avengers Rassemblement (épisode 17, « Puzzle Stellaire »)
- Le Beyonder fait une apparition dans la série télévisée d'animation Moon Girl et Devil le Dinosaure doublé par  Laurence Fishburne.